# Levan Matiashvili
Levan Matiashvili (en georgiano: ლევან მატიაშვილი, Sagareyo, 4 de junio de 1993) es un deportista georgiano que compite en judo.
En los Juegos Europeos de Bakú 2015 consiguió una medalla de plata en la prueba por equipo. Ganó dos medallas de bronce en el Campeonato Europeo de Judo, en los años 2016 y 2020.

## Palmarés internacional
| Juegos Europeos    | Juegos Europeos         | Juegos Europeos   | Juegos Europeos |
| Año                | Lugar                   | Medalla           | Categoría       |
| ------------------ | ----------------------- | ----------------- | --------------- |
| 2015               | Bakú (Azerbaiyán)       | Medalla de plata  | Equipo          |
| Campeonato Europeo |                         |                   |                 |
| Año                | Lugar                   | Medalla           | Categoría       |
| 2016               | Kazán (Rusia)           | Medalla de bronce | +100 kg         |
| 2020               | Praga (República Checa) | Medalla de bronce | +100 kg         |